# Henning Voßkamp
Henning Voßkamp (* 23. April 1943 in Berlin; † 18. August 2013 ebenda) war ein deutscher Schauspieler, Hörfunkmoderator und Hörspielsprecher.

## Leben

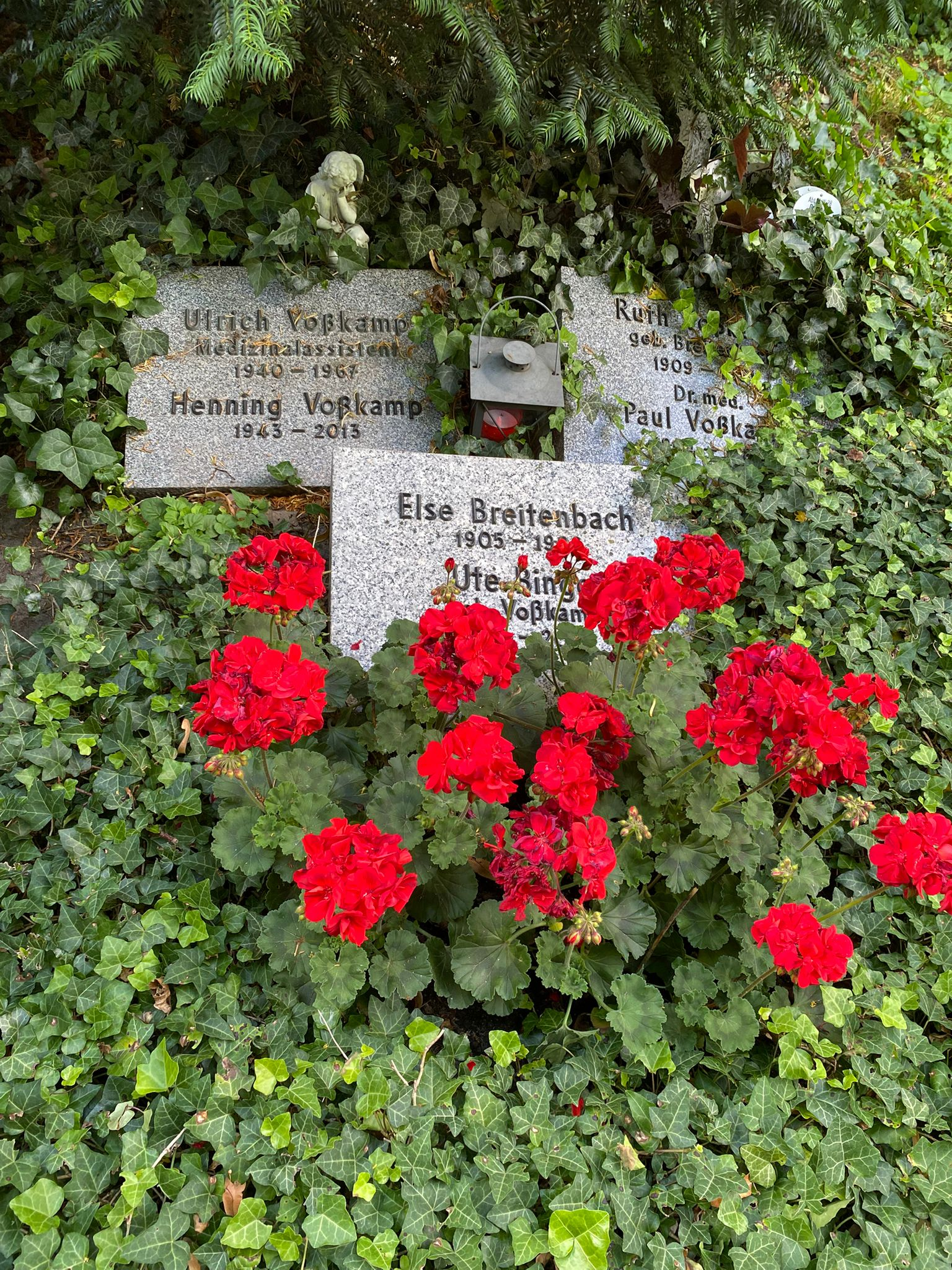
Grabstätte auf dem Friedhof Dahlem

Henning Voßkamp besuchte das Französische Gymnasium in seiner Geburtsstadt und bestand dort das Abitur. In Esslingen absolvierte er eine Ausbildung zum Schauspieler und hatte Engagements in Stuttgart und Berlin, wo er unter anderem neben Harald Juhnke auf der Bühne des Hansa-Theaters stand. Über eine Jugendfunk-Redakteurin vom damaligen Sender Freies Berlin kam Voßkamp zum Hörfunk. Hier war er 1967 neben Ulli Herzog Mitbegründer der Sendereihe s-f-beat, weitere von ihm moderierte Sendungen waren die Deutsche Schlagerparade, Endlich zuhaus, die LP-Diskothek, den ARD-Radiowecker oder Guten Abend Berlin. Mit einer Ausgabe von Talk am Sonntag bei radioBerlin 88,8 beendete er seine Tätigkeit beim jetzigen Rundfunk Berlin-Brandenburg und ging zum 1. Mai 2008 in den Ruhestand.
Für eine von ihm produzierte Sendung über das Thema „Sexualität im Alter“ wurde Henning Voßkamp 1973 mit dem Wilhelmine-Lübke-Preis ausgezeichnet.
Henning Voßkamp wirkte Mitte der 1960er Jahre in einigen Hörspielproduktionen des Süddeutschen Rundfunks mit und hatte 1972 eine Gastrolle in einer Folge der Serie Sprungbrett.
Seine letzte Ruhestätte erhielt Henning Voßkamp auf dem Friedhof Dahlem. 

## Filmografie
- 1972: Sprungbrett – Das Mädchen Tina
- 2009: Die 30 schönsten Modesünden

## Hörspiele
- 1965: Die Ballade von Peckham Rye – Regie: Christopher Holmen
- 1965: Wir sind noch einmal davongekommen – Regie: Friedhelm Ortmann
- 1966: Verrostete Sterne – Regie: Otto Kurth
- 1966: Puzzlespiel – Regie: Oskar Nitschke
- 1966: In fremder Sprache – Regie: Cläre Schimmel
- 1990: Ein tierischer Geburtstag – Regie: Walter Wippersberg